# Skypecast
Skypecast foi um serviço do Skype que permitia conversações ao vivo entre grupos de até 100 pessoas, em qualquer lugar do mundo. Os Skypecasts eram moderados por um 'anfitrião' que tinham a capacidade de administrar o grupo: ele podia tirar a voz de um participante, eliminá-lo da conversa etc,
Liderar ou participar de um Skypecast era completamente grátis, bastava acessar o site Skypecasts[ligação inativa], criar o seu grupo ou participar dos já existentes. Skypecast era uma maneira de expandir comunidades online. Os blogueiros podiam agendar Skypecasts e conectá-los a partir de seus sites de forma que os visitantes podiam clicar e juntar-se instantaneamente à discussão sem precisar sair do endereço do blog.

## Skypecast e Linux
O Skypecast não é suportado de maneira tão natural no ambiente Linux como ocorre no ambiente Microsoft Windows, pelo menos não até a versão 1.4.0.99 do Skype for Linux. Mas existe uma maneira (um pouco trabalhosa) de conseguir participar de uma sessão Skypecast neste ambiente.
A partir de 01/09/2008 o skype encerrou o serviço de skypecasts.
O procedimento é o seguinte:
- Na página com a lista dos Skypecasts escolha a "sala" que você deseja (clicando em seu título).
- Considerando que você esteja usando o navegador Firefox ou outro compatível tecle CTRL+U, para exibir o código fonte desta página
- Procurar em meio ao código HTML pela string "joinCast". Isso deverá mostrar uma linha HTML mais ou menos como a seguinte:

<a href="#join" onClick="joinCast(''''+9900111104485306423'''?call&token=3230329&amp;topic=Problems+with+your+English%3F+Ask+the+Teacher%21')">Join this Skypecast</a>
Observe o número em negrito na linha encontrada (exibida acima). Copie-o incluindo o sinal de '+'.
- Agora na janela do seu Skype clique no botão "Call ordinary phones", cole o número ali e tecle ENTER para entrar no Skypecast.